# Cusco
Cusco, äldre stavning Cuzco, är en stad i sydöstra Peru och är belägen uppe i Anderna på cirka 3 400 meters höjd över havet. Den är administrativ huvudort för departementet Cusco och Cuscoprovinsen. Befolkningen uppgår till drygt 400 000 invånare.
Namnet Cusco (Quechua Qusqu) betyder navel på inkaspråket quechua.

## Historia
Cusco var huvudstad och kulturellt samt religiöst centrum för Inkariket. Dess mest betydande byggnad var Solens tempel (Inti-Huasi) som låg på tempelområdet Coricancha. Från detta tempel strålade avgränsningarna ut för de fyra delarna i riket Tawantinsuyu eller de fyra rikenas land, som Peru då kallades.
Cusco hade uppifrån sett formen av en puma, där befästningen Sacsayhuamán utgjorde huvudet. Efter Inkarikets fall 1533, då den spanske conquistadoren Francisco Pizzaro intog staden, följde en snabb ombyggnad av staden. De gamla templen raserades och nya kyrkor byggdes. Detta kan bland annat ses i stadens arkitektur där byggnader från kolonialtiden har använt gamla inkabyggnader som grund och även återanvänt stenblock från dessa och från Sacsayhuamán.
Man beräknar att staden Cusco grundades omkring 1200 e.Kr. men det finns inga skriftliga källor att tillgå. Först med den 9:e inkan Pachakutiq 1438–1471 blir tidsangivelserna mer tillförlitliga.

## Sevärdheter
Bland sevärdheterna i Cusco kan nämnas Katedralen, konventen Santo Domingo, La Merced och Las Nazarenas, kyrkan San Blas, Plaza de Armas, Universitetsmuseet och Stenen med de tolv hörnen.
I nordvästra utkanten ligger befästningen Sacsayhuamán. Andra platser av intresse runt Cusco är Tambo Machay, Puku Pukara, Q'inqu, Tipón, Pikillaqta och Rumicolca. På lite längre avstånd ligger orterna Chinchero, Pisac och inkafolkets heliga dal Urubambadalen.
Från Cusco går tåg eller buss/tåg via Ollantaytambo till Aguas Calientes och den gamla inkastaden Machu Picchu.

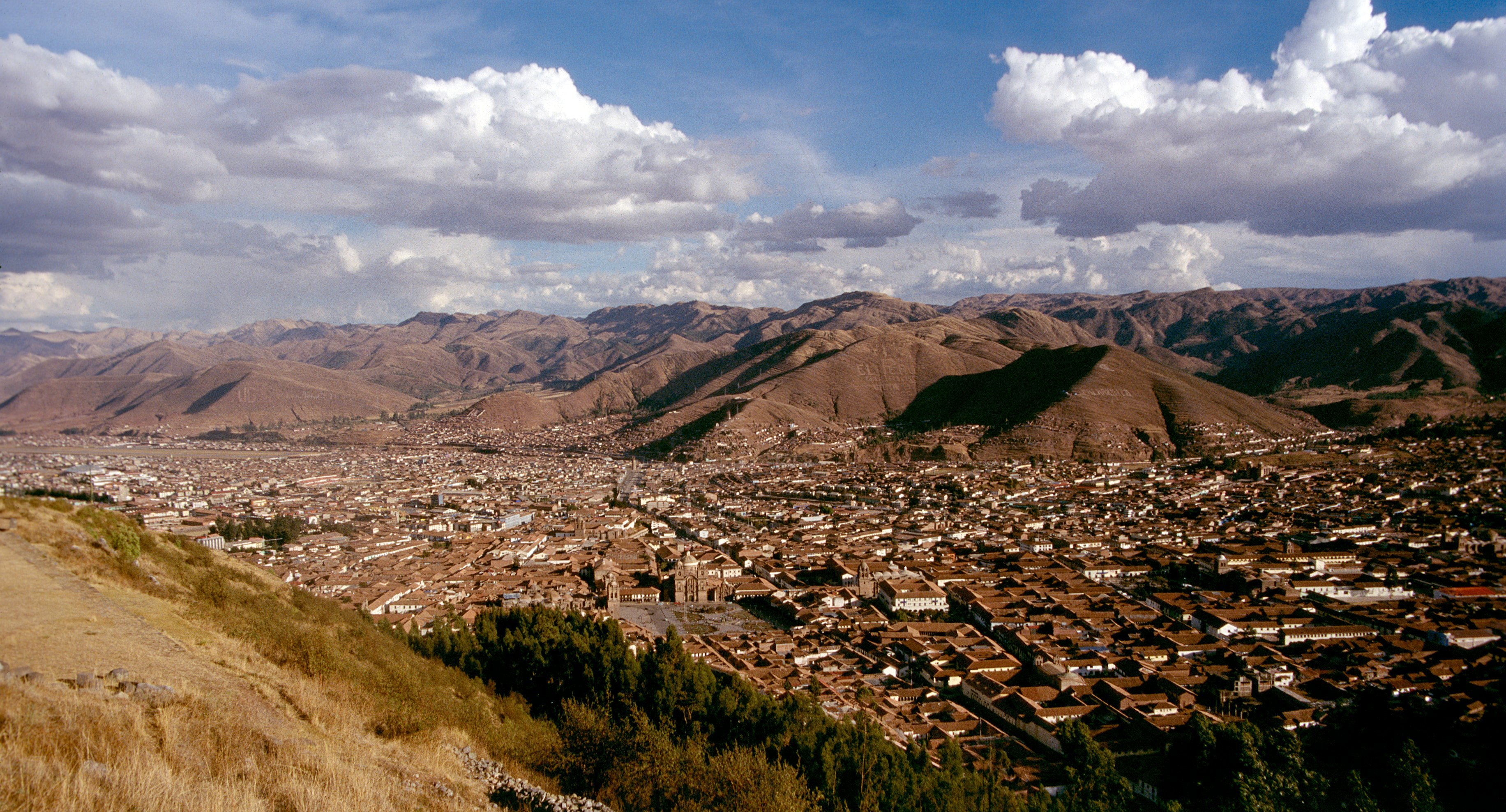
Vy över Cusco.
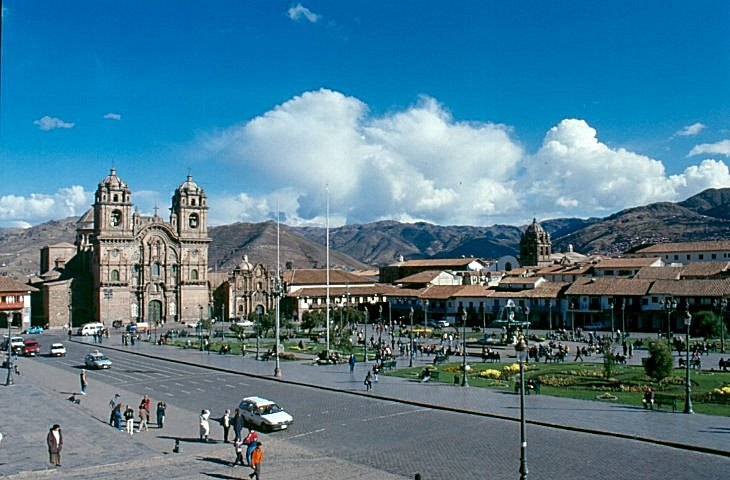
Plaza de Armas.
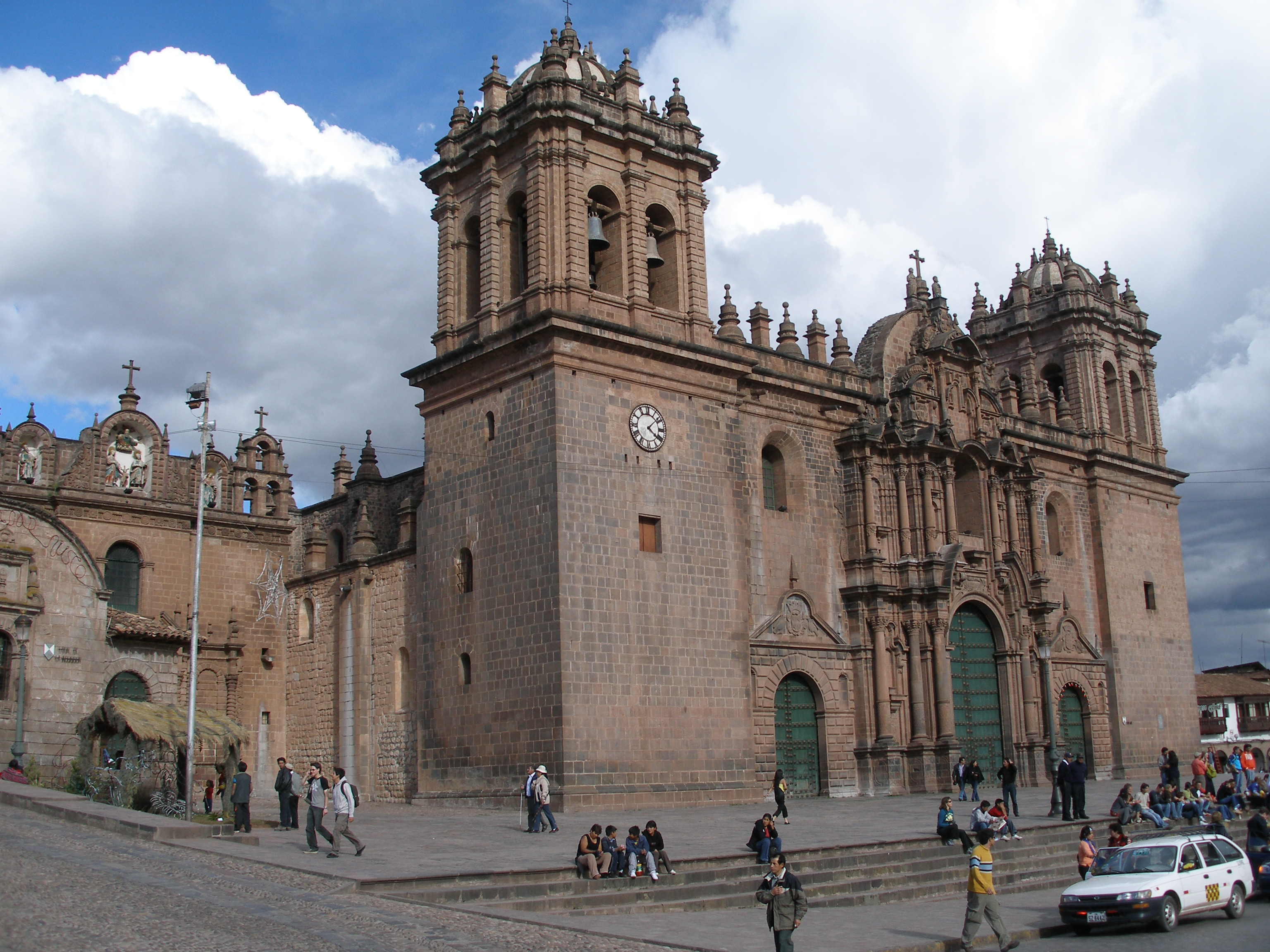
Katedralen.